# Myopias philippinensis
Myopias philippinensis är en myrart som först beskrevs av Menozzi 1925.  Myopias philippinensis ingår i släktet Myopias och familjen myror. Inga underarter finns listade i Catalogue of Life.